# Flodder (folklore)
De Flodder (ook wel Flodderduivel) is een kwelgeest uit de West-Brabantse folklore. 
Het wezen houdt zich op in sloten, plassen en langs dijken. Het loert vanuit het water langs de kant op nachtelijke wandelaars, bespringt hen op de rug en laat zich vervolgens als een loodzware last meedragen. Zodra het slachtoffer de bewoonde wereld bereikt, verdwijnt de demon plots weer. Zijn naam dankt de Flodder aan het geluid dat hij voortbrengt wanneer hij uit het water oprijst.
Het wezen is verwant aan Lange Wapper en de Kludde uit Vlaanderen, Blauwe Gerrit van de Veluwe, de Ossaert uit Zeeland en de Stoep uit Gelderland. Ook het Bahkauv uit Aken vertoont overeenkomsten.

## Uiterlijk
Het houdt het midden tussen een geest en een beest. Niet stoffelijk, maar wel zichtbaar. De Flodder is dus onaantastbaar, maar weegt wel gigantisch zwaar op de rug van het slachtoffer. In sommige Brabantse sagen verschijnt de plaaggeest in de gedaante van een grote, zwarte hond, die wordt aangeduid als helhond.